# ورجاوند بنیاد
ورجاوند بنیاد کتابی است از احمد کسروی تاریخ‌نگار، پژوهشگر و متفکر معاصر. این کتاب در تابستان ۱۳۲۲ برای نخستین بار به چاپ رسیده‌است. کتاب ورجاوند بنیاد، پایه و اساس پاک‌دینی، که احمد کسروی مبلغ آن بود به‌شمار می‌رود. احمد کسروی کتاب ورجاوند بنیاد را به عنوان «بنیاد پاک‌دینی» معرفی می‌کرد.

## بخش‌ها
این کتاب دارای سه بخش کلی است، که عبارتند از:
- بخش یکم: دربارهٔ جهان و آدمی
- بخش دوم: دربارهٔ دین
- بخش سوم: دربارهٔ زندگانی توده‌ای

## شرح
بخش اول کتاب دارای ۱۴ بند است که به موضوع جهان و آدمی می‌پردازد. در شش بند نخست کتاب به قانون علیت پرداخته شده و برهان نظم مورد نظر نویسنده و از نظر او به عنوان یکی از بهترین راه‌های اثبات خدا عنوان شده‌است و این برهان را راهی علمی همانند روش‌های علمی علوم تجربی می‌انگارد و نظریات فیلسوفان سده‌های اخیر در مورد مادی‌گری را به نقد می‌کشد. به عقیدهٔ کسروی جهش‌های انجام شده که در علوم بیان شده‌اند، همانند جهش یک‌باره از میمون به انسان یا حرکت ناگهانی تودهٔ بخار خورشید همگی دلیلی بر وجود آفریننده دارد. به عقیدهٔ نویسنده، هم‌نوع‌دوستی آدمی نمی‌تواند ریشه در مادی‌گری و خودخواهی داشته باشد و بنابراین یکی از چالش‌های فلسفهٔ مادی است. حال آنکه این نوع رفتارها کمتر در حیوانات دیده می‌شود و این انسان را از آن‌ها متمایز می‌سازد. کارهای مادی آدمی در کتاب او به گوهر جان و هم‌نوع‌دوستی او به گوهر روان نسبت داده می‌شود.
در بندهای پسین، نویسنده به نیک‌نهادی آدمی و در مذمت جنگ سخن می‌گوید و آن را ریشه در حس برتری جویی آدمی می‌داند.
بخش دوم کتاب به شناخت دین می‌پردازد و انحرافات آن را مورد بررسی قرار می‌دهد و جوهرهٔ دین را حقیقت طلبی و خردگرایی می‌داند.
در بخش سوم کتاب، تمرکز بر کشور است و میهن‌دوستی حسی ضروری دانسته شده‌است. وجود راهبران فرهنگی و علمی، شایسته‌گرایی در آن تأکید شده و دانش‌اندوزی از زمرهٔ مهم‌ترین کارها دانسته شده‌است. در بند ۱۱ کتاب، وی می‌گوید: 
باید از بدآموزی‌ها جلوگیری کرد، مردمان را آگاهانید. باید نوشته‌های زیان‌مند را نابود کرد. این‌ها از بایدهای بزرگ است.